# Actaeinae
Actaeinae es una subfamilia de crustáceo decápodo de la familia Xanthidae. Comprende los siguientes géneros:
- Actaea De Haan, 1833
- Actaeodes Dana, 1851
- Allactaea Williams, 1974
- Epiactaea Serène, 1984
- Epiactaeodes Serène, 1984
- Forestiana Guinot & Low, 2010
- Gaillardiellus Guinot, 1976
- Heteractaea Lockington, 1877
- Lobiactaea Sakai, 1983
- Meractaea Serène, 1984
- Novactaea Guinot, 1976
- Odhnea Ng & Low, 2010
- Paractaea Guinot, 1969
- Paractaeopsis Serène, 1984
- Platyactaea Guinot, 1967
- Psaumis Kossmann, 1877
- Pseudactaea Serène, 1962
- Pseudoliomera Odhner, 1925
- Rata Davie 1993
- Serenius Guinot, 1976